# Broquiers

Broquiers este o comună în departamentul Oise, Franța. În 2009 avea o populație de 229 de locuitori.